# جوليا يومانز
جوليا ماري يومانز (بالإنجليزية: Julia Mary Yeomans)‏ (من مواليد 15 أكتوبر 1954)  (المملكة المتحدة) فيزيائية في الفيزياء النظرية وأستاذة في جامعة أكسفورد. في عام 2013م تم انتخابها للزمالة (عضوية) للجمعية الملكية. وناشطة في فيزياء المواد المكثفة والفيزياء الحيوية.